# Forêts Territoriales de Corse
Forêts Territoriales de Corse este o arie protejată (arie de protecție specială avifaunistică — SPA) din Franța întinsă pe o suprafață de 13.223 ha, integral pe uscat.

## Localizare
Centrul sitului Forêts Territoriales de Corse este situat la coordonatele 42°01′05″N 9°09′38″E / 42.01806°N 9.16056°E.

## Înființare
Situl Forêts Territoriales de Corse a fost declarat arie de protecție specială avifaunistică în baza directivei 79/409 din 1979 referitoare la conservarea păsărilor sălbatice pentru a proteja 4 specii de animale.

## Biodiversitate
Situată în ecoregiunea mediteraneană, aria protejată nu include niciun habitat protejat.
La baza desemnării sitului se află mai multe specii protejate de  păsări (4): uliu porumbar (Accipiter gentilis arrigonii), acvilă de munte (Aquila chrysaetos), zăgan (Gypaetus barbatus), Sitta whiteheadi.